# فا دیز، لا دیز، بی‌کران
F♯ A♯ ∞ (که خوانده می‌شود: فا دیز، لا دیز، بی‌کران) نخستین آلبوم استودیویی گروه پست راک کانادایی گادسپید یو! بلک امپرور است. این آلبوم نخستین بار در ۱۴ اوت ۱۹۹۷ از طریق کانستیلیشن رکوردز (Constellation Records) بر روی صفحه گرامافون و در ۸ ژوئن ۱۹۹۸ از طریق کرنکی (Kranky) بر روی سی دی منتشر شد. میان روگرفت (نسخه‌های) سی‌دی و گرامافون تفاوت‌های بنیادینی است، نسخه سی دی به عنوان نسخه اصلی‌تر در نظر گرفته می‌شود، زیرا دسترسی به آن آسان‌تر است. این آلبوم که در هتل ۲ تانگو در مایل اند مونترال ضبط شده‌است، فاقد اشعار سنتی است و عمدتاً بی‌کلام و دارای آهنگ‌های طولانی است که به بخش‌ها (موومان) تقسیم شده‌اند. در آغاز، آلبوم در شمار محدود منتشر شد و از راه اجراهای زنده پخش شد و از طریق دهان به دهان پایگاه هوادارای پیدا کرد.

## پیش‌زمینه
در سال ۱۹۹۵، مائورو پزنته به همراه دوست دختر آن زمان خود در مایل‌اند، مونترال به یک انبار نقل مکان کرد. پزنته از این آپارتمان به عنوان محل اجرا استفاده کرد و آن را گالری کوئیوا نامید. در حوالی سال ۱۹۹۶، دود ناشی از گاراژ مکانیک در زیر شیروانی آنها را مجبور به تخلیه آن مکان کرد. اندکی پس از خروج آنها، افریم منوک به این فضا نقل مکان کرد و هتل۲ تانگو را پایه‌گذاری کرد که هم به عنوان استودیوی ضبط و هم فضای تمرین از آن استفاده می‌شد. کار ضبط اصلی F♯ A♯ ∞ در این مکان انجام شد. در این زمان، تعداد اعضای گروه به ۱۵ نفر رسیده بود. در تهیه آلبوم، شمار اعضا ده نفر بود.
انباشت آهنگ‌های ساخته شده از سال 1993 منجر به نوشتن دو آهنگ طولانی شد که هر کدام حدود ۲۰ دقیقه بودند. پس از انتشار آلبوم، گروه به تور دور ایالات متحده رفت. به منظور پیشرفت، آنها یک روگرفت از آلبوم خود را برای شرکت ضبط کرنکی در شیکاگو فرستادند. کرنکی که تحت تأثیر موسیقی قرار گرفته بود، پیشنهاد کرد که آلبوم را روی دیسک فشرده منتشر کند. روگرفت بازسازی شده آلبوم شامل چندین بخش جدید بود که تقریباً زمان آلبوم قبلی را دو برابر می‌کرد. این روگرفت نو در ژوئن ۱۹۹۸ منتشر شد.
هر آهنگ دارای ضبط‌های میدانی و صداهای نمونه برداری شده‌است که زمانی توسط دیوید کینان نویسنده وایر به عنوان "حلقه‌های نوار فرجامشناسی " نامیده می‌شد. درونمایه کلی آلبوم بیشتر دربارهٔ آخرالزمان بود. کارگردان انگلیسی دنی بویل در ساخت ۲۸ روز بعد به شدت از این آلبوم الهام گرفت. در طی مصاحبه ای با گاردین، او توضیح داد: «من همیشه سعی می‌کنم یک موسیقی متن در ذهنم [هنگام ساختن یک فیلم] داشته باشم. مثل زمانی که رگ‌یابی را می‌ساختم، که آهنگ در ذهنم از اندرورلد بود. برای من موسیقی متن فیلم ۲۸ روز بعد کل فیلم در ذهن من به گاداسپید معطوف بود.»

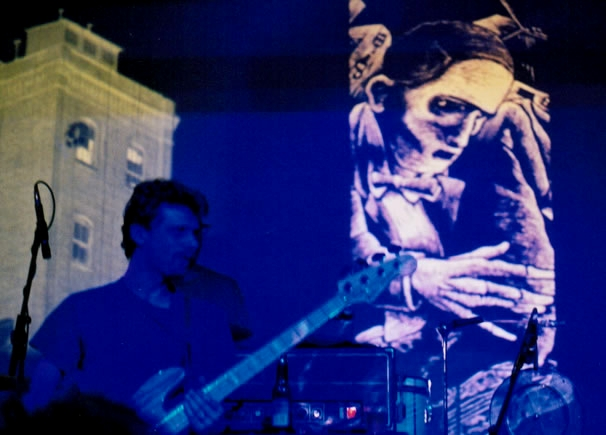
مائورو پزنته، نوازنده بیس و یکی از بنیانگذاران در حال اجرا باگادسپید یو! بلک امپرور در لندن، انگلستان در نوامبر ۲۰۰۰.

## بسته‌بندی

صفحه و محتویات گوناگون آن، از جمله یک پنی خرد شده. تصویری که با دست کشیده شده توسط افریم منوک بین صورتحساب و پاکت قابل مشاهده است.

عنوان آلبوم «فا دیز، لا دیز، بی‌کران» خوانده می‌شود که اشاره به کوک گیتارهای استفاده شده توسط گروه و به صدای حلقه بی پایان در پایان است. روگرفت سی‌دی این حلقه را ندارد.

## بازخورد
| بررسی انتقادی            | بررسی انتقادی |
| منبع                     | رتبه‌بندی      |
| ------------------------ | ------------- |
| آل‌موزیک                  | [ ۹ ]         |
| دانشنامه موسیقی عامه‌پسند | [ ۱۰ ]        |

| بررسی انتقادی              | بررسی انتقادی |
| منبع                       | رتبه‌بندی      |
| -------------------------- | ------------- |
| آل‌موزیک                    | [ ۹ ]         |
| دانشنامه موسیقی عامه‌پسند   | [ ۱۱ ]        |
| The Great Rock Discography | 9/10          |
| NME                        | 8/10          |
| OndaRock                   | 7/10          |
| پیچفورک                    | 9.5/10        |
| اسپاتنیک‌میوزیک             | 5/5           |
| تام هول                    | B+ ()         |

در ابتدا، گروه برنامه‌ریزی کرده بود که این آلبوم را به عنوان یک مجموعه دوتایی ۷ اینچی پخش کند. این ایده پس از اینکه دان ویلکی و ایان ایلاوسکی، بنیانگذاران شرکت ضبط مستقل کانستیلیشن و تهیه‌کنندگان مشترک آلبوم، پیشنهاد کردند که آن را به عنوان سومین آلبوم خود منتشر کنند، کنار گذاشته شد. این آلبوم در اوت ۱۹۹۷ منتشر شد و در ابتدا تنها پانصد صفحه وینیل بسته‌بندی شده و شماره دار محدود از آن بیرون آمد. نخستین نسخه F♯ A♯ ∞ توسط تعداد کمی از منتقدان بررسی شد. مجله استیلوس نوشت که این ضبط «نوآورانه و مبتکرانه» است و «جهانی منحصر به فرد را در دنیایی که با آزمایش‌های شگفت‌آمیز فرا گرفته‌است به خود اختصاص می‌دهد.» مجله آور در مونترال گفت که این آهنگ‌های طولانی «می‌توانند واقعاً پرمدعا باشند، اما صداهایی که [گروه] تولید می‌کنند خیلی باحال هستند و نمی‌توان آن‌ها را صرفاً برتر دانست».

## فهرست آهنگ
| روگرفت صفحه | روگرفت صفحه | روگرفت صفحه                                     |
| شماره       | نام | مدت                                             |
| ----------- | --- | ----------------------------------------------- |
| ۱.          | «Nervous, Sad, Poor..." - "The Dead Flag Blues (Intro)" - "Slow Moving Trains" - "The Cowboy..." - "Drugs in Tokyo" - "The Dead Flag Blues (Outro)" - "Untitled»                                                 | ۲۰:۴۳ - ۶:۰۹ - ۳:۲۳ - ۴:۱۶ - ۳:۲۹ - ۱:۵۲ - ۱:۳۶ |
| ۲.          | «Bleak, Uncertain, Beautiful..." - "...Nothing's Alrite in Our Life..." / "The Dead Flag Blues (Reprise)" - "The Sad Mafioso..." - "Kicking Horse on Brokenhill" - "String Loop Manufactured During Downpour...» | ۱۷:۳۶ - ۲:۰۳ - ۵:۳۳ - ۵:۳۷ - ۴:۲۶*              |
| مجموع مدت:  | مجموع مدت: | ۳۸:۲۲ / ∞                                       |

| روگرفت سی‌دی | روگرفت سی‌دی | روگرفت سی‌دی                                     |
| شماره       | نام | مدت                                             |
| ----------- | --- | ----------------------------------------------- |
| ۱.          | «The Dead Flag Blues" - "The Dead Flag Blues (Intro)" - "Slow Moving Trains" / "The Cowboy..." - "The Dead Flag Blues (Outro)»                                     | ۱۶:۲۷ - ۶:۳۷ - ۷:۵۰ - ۲:۰۰                      |
| ۲.          | «East Hastings" - "Nothing's Alrite in Our Life..." / "The Dead Flag Blues (Reprise)" - "The Sad Mafioso..." - "Drugs in Tokyo" / "Black Helicopter»               | ۱۸:۰۰ - ۱:۳۵ - ۱۰:۴۴ - ۵:۴۱                     |
| ۳.          | «Providence" - "Divorce & Fever..." - "Dead Metheny..." - "Kicking Horse on Brokenhill" - "String Loop Manufactured During Downpour..." - Silence - "J.L.H. Outro» | ۲۹:۰۲ - ۲:۴۵ - ۸:۰۷ - ۵:۵۳ - ۴:۳۷ - ۳:۳۰ - ۴:۰۸ |
| مجموع مدت:  | مجموع مدت: | ۶۳:۲۹                                           |

## سازندگان

### گادسپید یو! بلک امپرور
- آیدان گیرت - درام
- بروس کاودرون - درام
- کریستف – ویولن
- دیوید برایانت - گیتار
- افریم منوک - گیتار الکتریک
- مائورو پزنته - گیتار بیس
- مایک مویا - گیتار، بانجو
- نورسولا جانسون - ویولن سل
- تئا پرت – کر
- تیری آمار - گیتار بیس

### نوازندگان مهمان
- آماندا
- کالین
- دی
- دن او.
- گریسون
- جسی
- پیتر
- اشنابرگ
- استف
- سیلوین